# ГЕС-ГАЕС Кадана
ГЕС-ГАЕС Кадана – гідроелектростанція на заході Індії у штаті Гуджарат. Знаходячись після ГЕС Махі І та ГЕС Махі ІІ, становить нижній ступінь каскаду на річці Махі, яка дренує північно-західний схил гір Віндх’я та впадає у північну частину Камбейської затоки Аравійського моря. 
В межах проекту долину річки перекрили комбінованою мурованою / земляною греблею висотою 66 метрів та довжиною 406 метрів, яка потребувала 2,04 млн м3 матеріалу. Вона утримує водосховище з площею поверхні 166 км2 та об’ємом 1,54 млрд м3 (корисний об’єм 1,2 млрд м3), в якому припустиме коливання рівня поверхні в операційному режимі між позначками 114 та 128 метрів НРМ. При цьому за півтора кілометри праворуч від греблі облаштували додатковий водоскид. Для цього використали русло струмка, котрий раніше впадав у Махі, а після підйому рівня води утворив сідловину на межі сховища. Останню перекрили не звичайною в таких випадках дамбою, а греблею із шістьма водопропускними шлюзами. 
Споруджений біля підніжжя основної греблі машинний зал обладнаний чотирма оборотними турбінами потужністю по 60 МВт, які при напорі у 43,5 метра забезпечують виробництво 0,5 млрд кВт-год електроенергії на рік.